# Playa La Capilla
La playa La Capilla es una playa del océano Pacífico ubicada en la Región de Arica y Parinacota, Chile.
Se encuentra al sur del espacio urbano de Arica. Aquí se encuentran cuevas con pictografías, dibujos de origen prehispano, los cuales integran el arte rupestre de Arica.
Se accede por la avenida Comandante San Martín al sur, y luego por huellas al sur de la playa Corazones.
18°32′6″S 70°19′29″O / -18.53500, -70.32472
- Datos: Q6078407